# Sphaeropauropus malayus
Sphaeropauropus malayus är en mångfotingart som beskrevs av Filippo Silvestri 1930. Sphaeropauropus malayus ingår i släktet Sphaeropauropus och familjen Sphaeropauropodidae. Inga underarter finns listade i Catalogue of Life.